# Gazociąg

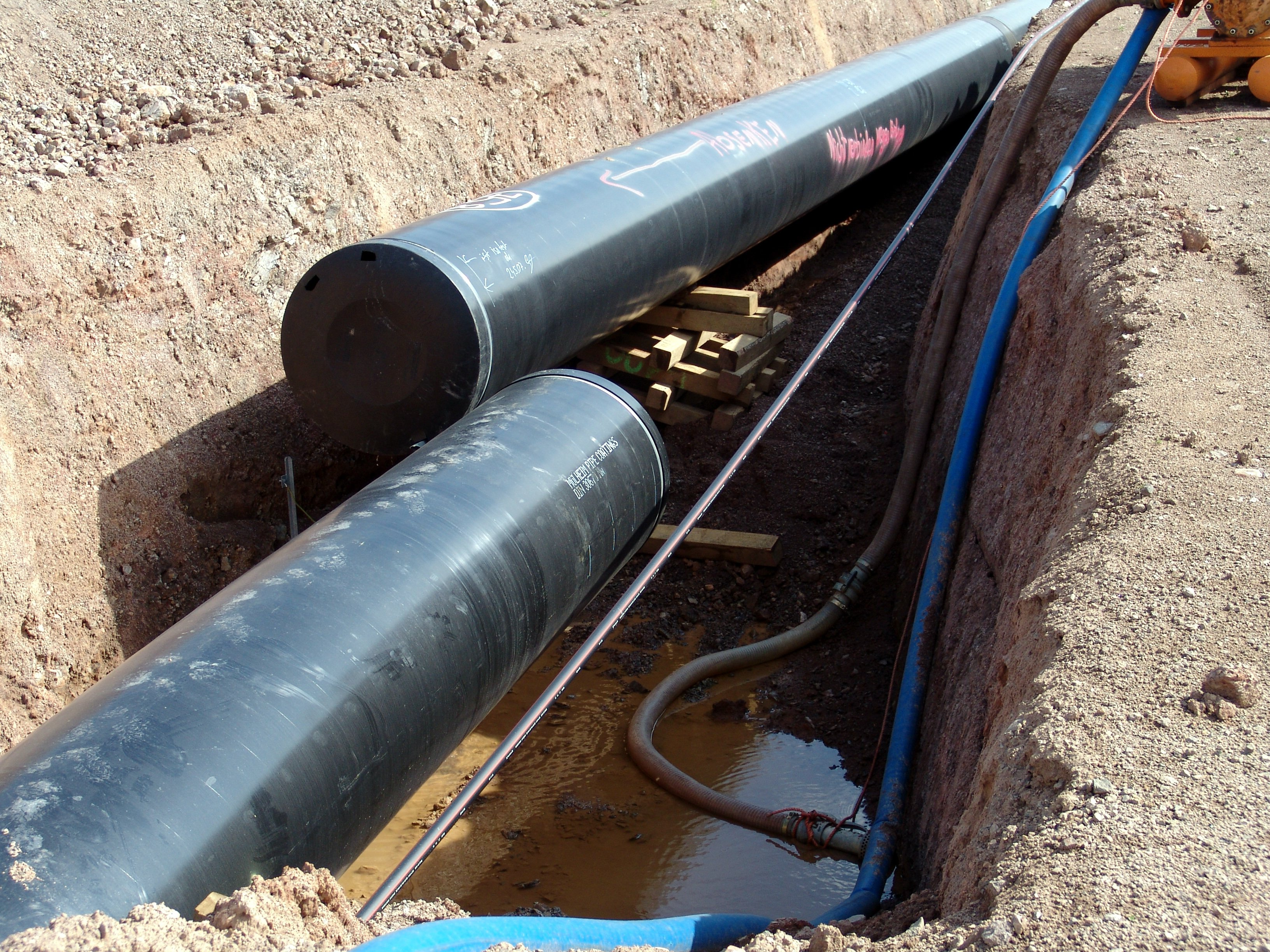
Przykładowe rury wykorzystywane przy budowie gazociągów

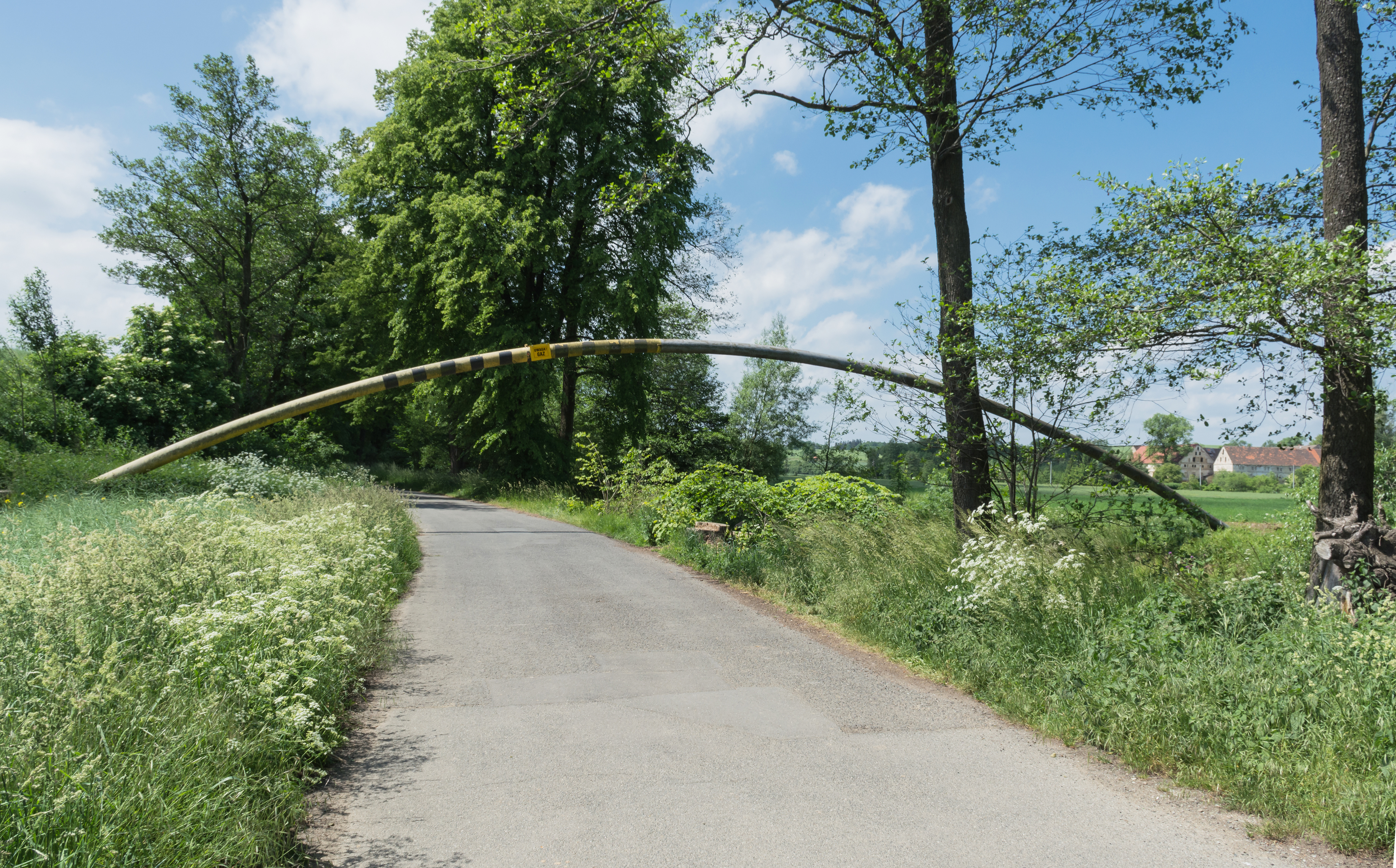
Lokalny gazociąg w Kłodzku

Gazociąg – specjalnie zaprojektowana i zbudowana sieć rur przesyłająca gaz (najczęściej gaz ziemny) na różne odległości.

## Klasyfikacja gazociągów
Klasyfikacja gazociągów ze względu na obszary występowania
- krajowe
- międzynarodowe
- międzykontynentalne

Polska klasyfikacja gazociągów ze względu na maksymalne ciśnienie robocze:
- gazociągi niskiego ciśnienia do 10 kPa włącznie
- gazociągi średniego ciśnienia powyżej 10 kPa do 0,5 MPa włącznie
- gazociągi podwyższonego średniego ciśnienia powyżej 0,5 MPa do 1,6 MPa włącznie
- gazociągi wysokiego ciśnienia powyżej 1,6 MPa

Polska klasyfikacja gazociągów ze względu na stosowane materiały:
- gazociągi stalowe
- gazociągi z polietylenu

Gazociągi ułatwiają przesył gazu oraz zmniejszają jego koszty w porównaniu do innych metod transportu tego paliwa (np. transport morski statkami).

## Gazociągi w Europie
Istniejące
- Gazociąg Jamał-Europa
- „Błękitny potok”
- Balticconnector
- Baltic Pipe

Projektowane
- Gazociąg Nabucco
- Gazociąg Południowy
- Skanled
- Turkish Stream
- Tesla
- Biały Potok

Nieczynne

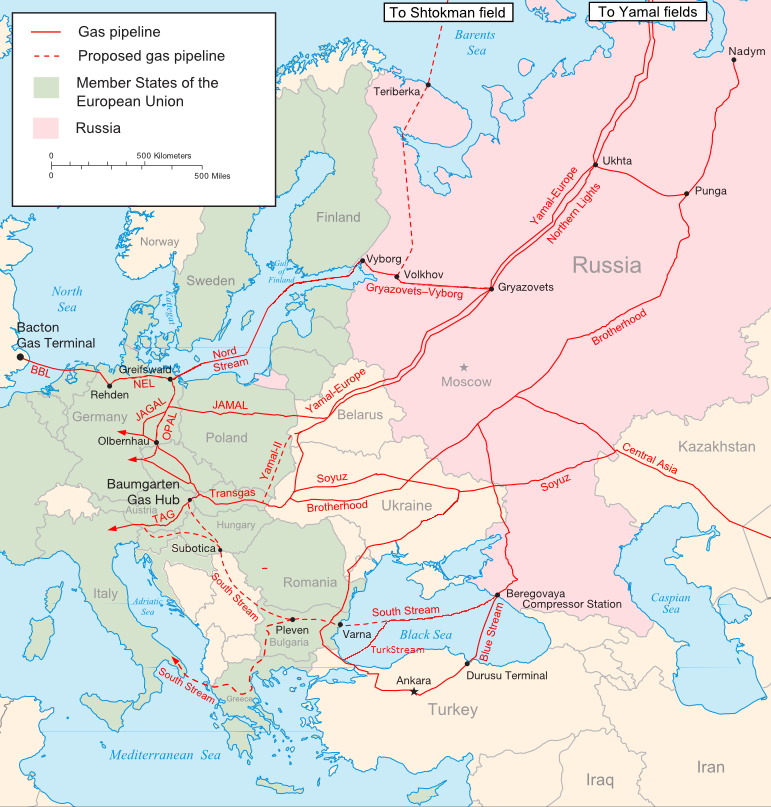
Główne istniejące i planowane rurociągi gazowe z Rosji do Europy

- Nord Stream 1 i Nord Stream 2 (uszkodzone 26.09.2022)